# Лермонтовы

Памятная плита Лермонтовым и Волконским в Липецке

Ле́рмонтовы — русский дворянский род шотландского происхождения.
При подаче документов (10 февраля 1688) для внесения рода в Бархатную книгу была предоставлена родословная роспись Лермонтовых и герб.

## Происхождение и история рода
Фамилия Лермонтовых восходит к XI веку. Представитель этого рода Джордж Лермонт выехал из Шкотской земли в Польшу и входил в состав гарнизона Белой, осажденной русскими войсками в 1613 году. Около 60 шотландцев и ирландцев перешли на сторону русских войск, в их числе был и Джордж Лермонт. В 1619 году, будучи поручиком в роте выехавших вместе с ним иноземцев, вёрстан поместьями в Галиче. В 1633 году отправился в Москву. Потомки Юрия Андреевича писались Лермантовы, многие служили российскому престолу стольниками, воеводами и в иных чинах и «жалованы были от Государей поместьями».

## Родовой герб
В щите, имеющем золотое поле, находится чёрное стропило с тремя на нём золотыми четвероугольниками, а под стропилом чёрный цвет. Щит увенчан обыкновенным дворянским шлемом с дворянской на нём короной. Намёт на щите золотой, подложен красным, внизу щита девиз «SORS MEA JESUS» (Судьба моя Иисус).
Герб внесён в Общий гербовник дворянских родов Российской империи, часть 4, 1-е отделение, стр. 102.

## Генеалогия
- Лермонт, Юрий Андреевич (Георг Лермонт, ок. 1596—1633, под Смоленском).
  - Лермонт, Пётр Юрьевич (ум. 1679) — воевода в Саранске в 1656—1657 годах.
    - Лермонтов, Евтихий (Юрий) Петрович (ум. 1708) — стольник.
      - Пётр Евтихьевич (1698—1743) — стольник
Измайловская ветвь
        - Лермонтов, Юрий Петрович (1722—1778) — секунд-майор.
          - Лермонтов, Пётр Юрьевич (1767—1811) — поручик.
            - Лермонтов, Юрий Петрович (1787—1831) — отец поэта Михаила Юрьевича Лермонтова.
              - Лермонтов, Михаил Юрьевич (1814—1841) — русский поэт XIX века.

      - Матвей Юрьевич (ум. 1790) 
Колотиловская ветвь
        - Юрий Матвеевич (р. 1730)
          - Матвей Юрьевич-мл. (1771/72—1846)
            - Лермантов, Ростислав Матвеевич (1810—1877) — Георгиевский кавалер; полковник; № 9702; 26 ноября 1855.
            - Владимир Матвеевич (р. 1807)
              - Михаил Владимирович (р. 1849)
                - Владимир Михайлович (1874—1954) — полковник Ахтырского гусарского полка
                  - Юрий Владимирович (1928—2009) — подполковник Советской армии
                    - Лермонтов, Михаил Юрьевич (р. 1953) — общественный деятель.

    - Пётр Петрович 
Острожниковская ветвь
      - Михаил Петрович 
        - Михаил Михайлович (ум. 1769)
          - Пётр Михайлович (1744—1782)
            - Николай Петрович (1770—1827), отставной капитан-лейтенант флота
              - Лермонтов, Михаил Николаевич (1792—1866) — Георгиевский кавалер; адмирал.
                - Лермонтов, Александр Михайлович (1838—1906) — генерал от кавалерии.
                  - Лермонтов, Михаил Александрович (1859—?) — генерал-лейтенант императорской армии.
                  - Лермонтов, Сергей Александрович (1861—1932) — дипломат.

              - Лермантов, Владимир Николаевич (1796—1872) — Георгиевский кавалер; генерал-майор
                - Лермантов, Владимир Владимирович (1845—1919) — русский физик-экспериментатор и педагог.
                  - Лермонтова, Екатерина Владимировна (1889—1942) — советский палеонтолог.

              - Лермантов, Дмитрий Николаевич (1802—1854) — Георгиевский кавалер; капитан 2-го ранга; № 7252; 17 декабря 1844.
              - Лермонтов, Всеволод Николаевич (1812—1877) — генерал, директор Московского кадетского корпуса
                -  Лермонтова, Юлия Всеволодовна (1846—1919) — первая русская женщина-химик.

      - Матвей Петрович 
Кузнецовская ветвь
        - Николай Матвеевич (ум. 1755)
        - Даниил Матвеевич
        - Пётр Матвеевич

    - Марфа Петровна (ум. 1729)

  - Лермонт, Вилим (Вильям) Юрьевич
  - Лермонт, Андрей (Генрих) Юрьевич